# Froidestrées
Froidestrées é uma comuna francesa na região administrativa de Altos da França, no departamento de Aisne. Estende-se por uma área de 4,91 km². Em 2010 a comuna tinha 176 habitantes (densidade: 35,8 hab./km²).